# NGC 1242
NGC 1242 è una galassia a spirale barrata situata nella costellazione dell'Eridano, a una distanza di circa 185 milioni di anni luce dalla nostra Via Lattea.

## Scoperta
La galassia è stata scoperta il 15 dicembre 1786 dall'astronomo britannico di origine tedesca William Herschel.

## Descrizione
NGC 1242 ha una classe di luminosità III e presenta una larga riga a 21 cm dell'idrogeno neutro.

## Gruppo di NGC 1241

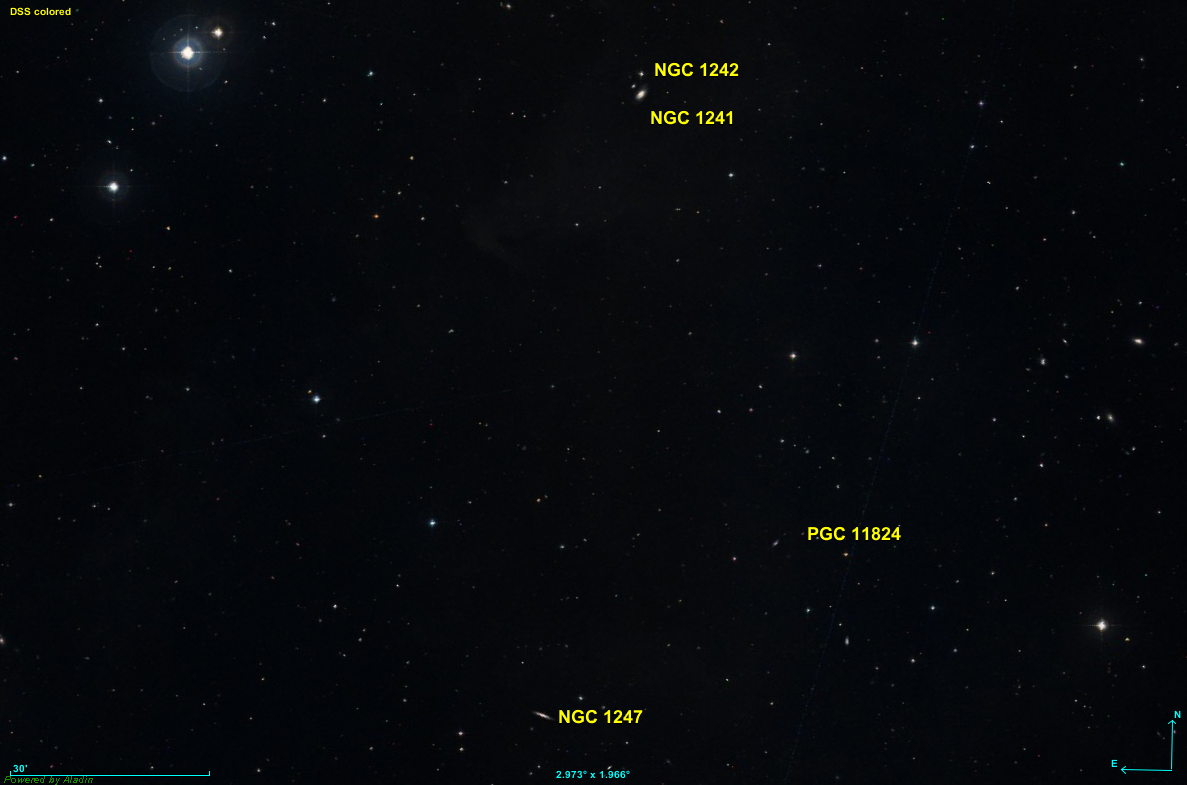
NGC 1241, NGC 1242, NGC 1247 e PGC 11824 fanno parte del Gruppo di NGC 1241. La quinta galassia del gruppo è al di fuori del campo dell'immagine.

NGC 1242 fa parte del Gruppo di NGC 1241, un gruppo di galassie che comprende almeno cinque membri. Le altre quattro galassie del Gruppo di NGC 1241 sono NGC 1241, NGC 1247, MCG -2-9-6 (PGC 11824) e MK 1071 (PGC 11937).
Di queste, NGC 1242 e NGC 1241 si trovano a una distanza molto simile dal nostro sistema solare e formano probabilmente una coppia di galassie in interazione gravitazionale reciproca. Le due galassie sono registrate nell'Atlas of Peculiar Galaxies con il codice ARP 304.